# Abráu-Diursó
Abráu-Diursó (en ruso: Абрау-Дюрсо es un seló del ókrug urbano Ciudad de Novorosíisk, en el krai de Krasnodar de Rusia. Está situado a orillas del lago Abráu, en la península de Abráu, 14 km al noroeste de Novorosíisk y 117 km al suroeste de Krasnodar, la capital del krai. No debe ser confundido con el jútor Diursó, 4 km al suroeste, donde el río Diursó desemboca en el mar Negro. Tenía 3 519 habitantes en 2010
Abráu-Diursó es el centro de la zona vitivinícola más importante de Rusia. 
Es centro del ókrug rural Abrau-Diursó, al que pertenecen asimismo Bolshiye Jutorá, Diursó, Kamchatka, Lesníchestvo Abráu-Diursó y Sévernaya Ozeréyevka.

## Historia
La localidad fue fundada en 1879, por decreto real del zar Alejandro III, como bodega real para proveer de vino la mesa del Zar. En 1920, sobre la base de la estancia real, se estableció el sovjoz Abráu-Diursó («Абрау-Дюрсо»). Durante el período de la dictadura soviética aquí se fabricaba un champán de nombre Sovétskoye Shampánskoye. En 2005 se produjeron 5 800 000 botellas.

## Galería

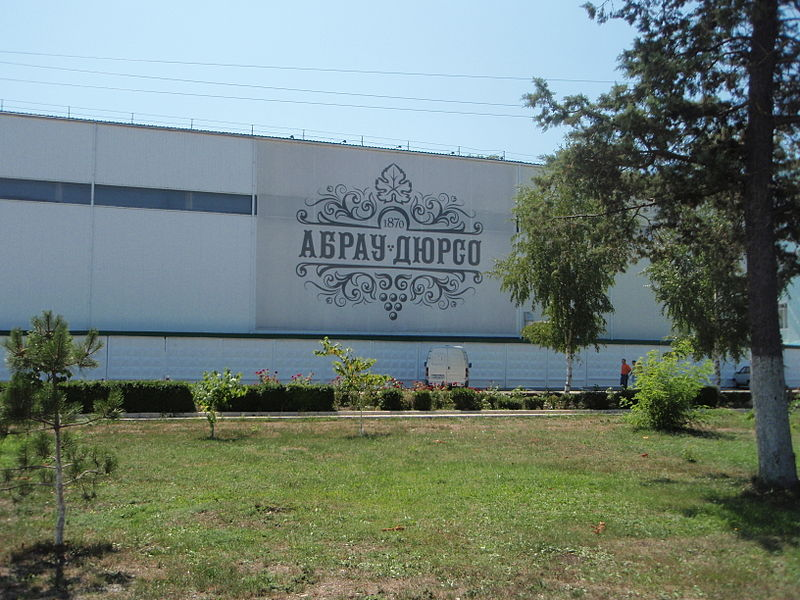
Bodegas Abráu-Diursó
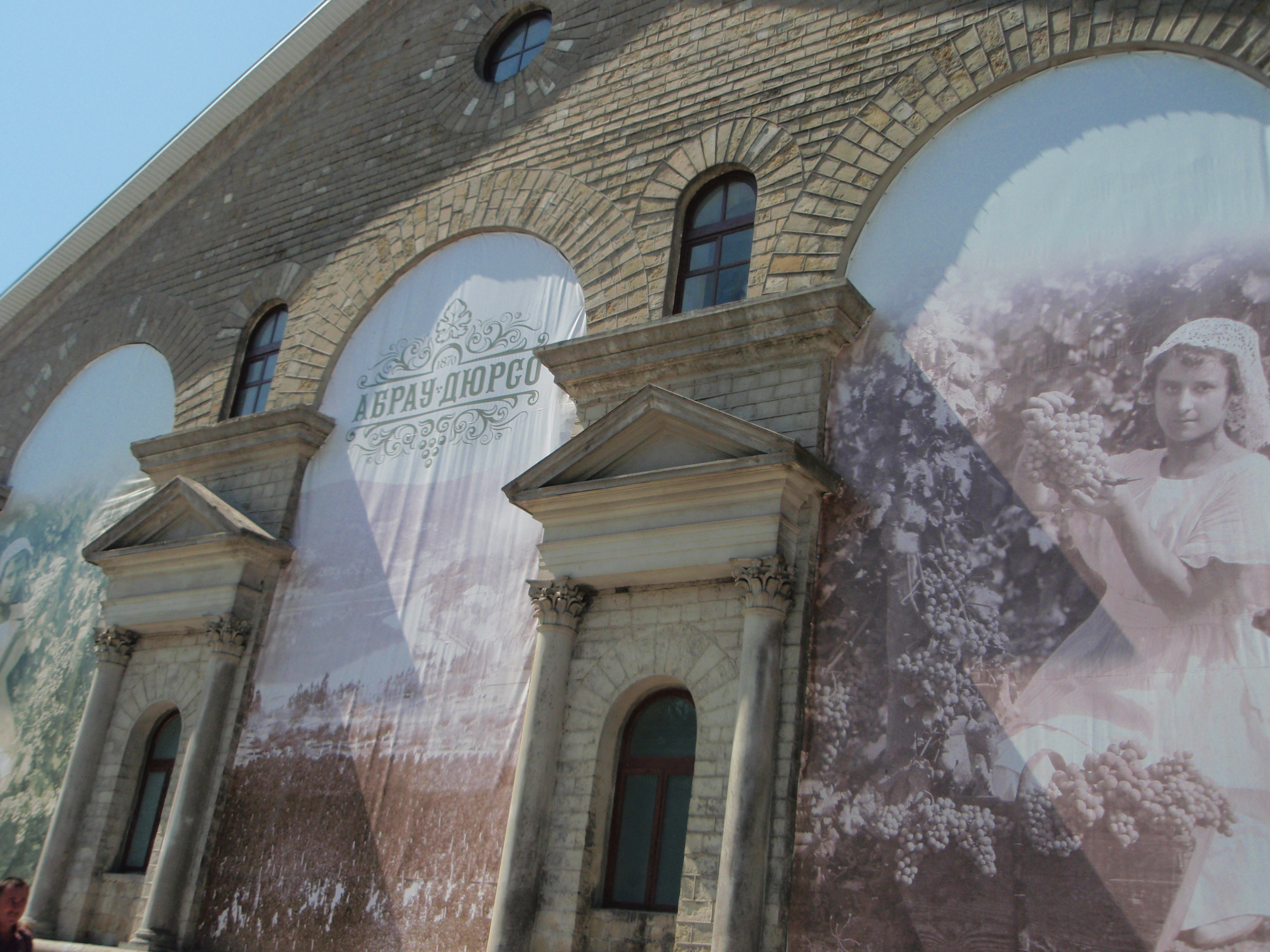
Edificio principal de la fábrica «Абрау-Дюрсо»
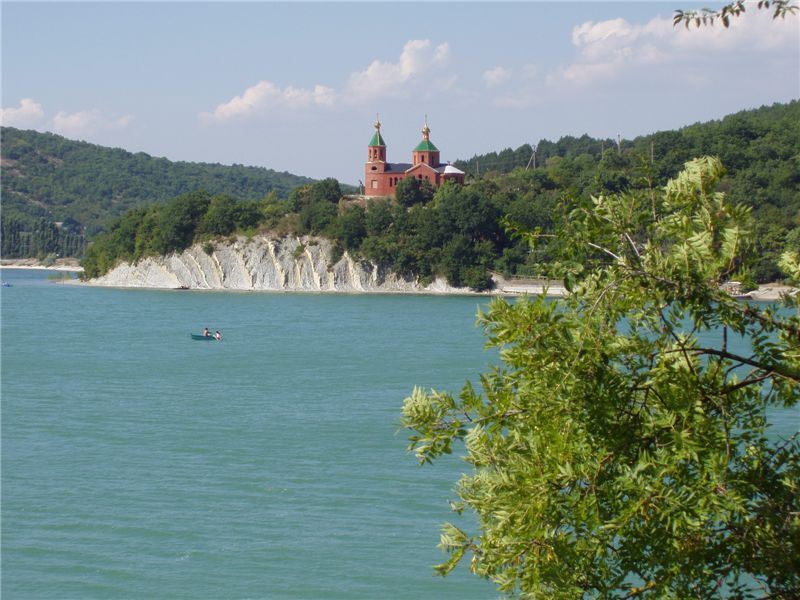
Lago Abráu